# 代县阿育王塔
阿育王塔位于中华人民共和国山西省代县上馆镇东大街县人民政府后院内，已列为全国重点文物保护单位。

## 历史
阿育王塔创建于佛教初入中国时，后湮灭于战乱。其前身为龙兴寺塔，系隋仁壽元年（601年），隋文帝杨坚诏令天下广布舍利塔时重建，为十三级木塔。唐武宗会昌二年灭佛，寺塔皆毁。大中元年（847年）重建，更名为圆果寺。北宋元丰二年（1079年）大火将塔烧毁。崇宁元年（1102年）再度重建。蒙古灭金时，又一次毁于兵火。目前的塔建于元至元十二年（1275年），重建时改为砖石结构。近代圆果寺寺毁而塔存。1907年法国汉学家沙畹拍摄的照片中，圆果寺建筑尚在。1937年，梁思成、林徽因夫妇来此考察，在《图像中国建筑史》重，称赞其“稳重雅致，可以说是中国现存瓶状塔重比例最好的一座。”

## 建筑
阿育王塔为喇嘛塔造型，砖砌，平面圆形，高约40米。台基平面为长方形。阿育王塔为元至元十二年（1275年）奉诏建为覆钵式砖塔。塔底部为圆形须弥座。上下枭部分浮雕砖刻硕大的俯覆莲瓣和忍冬纹。塔身平面平素无饰，塔身上设折角须弥刹座。束腰内雕刻12根圆柱，正面（面朝南）开小型圆门。圆柱上承托十三级相轮。其顶部覆以金属华盖（近代后补），塔刹为铜质宝葫芦。

## 代县阿育王塔被盗案
2014年，卫某刚和团伙经过事先踩点后，安排同伙在阿育王塔附近租下民房。其团伙利用经纬仪定位，试图打盗洞盗掘地宫文物。由于找不到地宫，卫某刚一伙无功而返。法院审理后查明，卫某刚等十五名被告人采用在文物保护单位附近租赁民房后秘密挖掘地洞的方式，共在全国盗掘作案七次。在其参与的盗掘案中，案发时属国家级重点文物保护单位的4处、省级文物保护单位的2处、市级文物保护单位的1处（其中古文化遗址六处，古墓葬遗址一处）。
2020年4月21日咸阳市中级人民法院一审判决，卫某刚等被告人犯盗掘古文化遗址、古墓葬罪，被判处十二年至十五年不等有期徒刑，以及八万元至五十万元不等罚金。其余被告人分别犯盗掘古文化遗址罪、倒卖文物罪，被判处相应刑罚。

## 保护
2001年6月25日，阿育王塔公布为第五批全国重点文物保护单位。